# Berkswich
Berkswich es una parroquia civil del distrito de Stafford, en el condado de Staffordshire (Inglaterra).

## Geografía
Según la Oficina Nacional de Estadística británica, Berkswich tiene una superficie de 4,57 km².

## Demografía
Según el censo de 2001, Berkswich tenía 1528 habitantes (47,38% varones, 52,62% mujeres) y una densidad de población de 334,35 hab/km². El 15,9% eran menores de 16 años, el 71,66% tenían entre 16 y 74, y el 12,43% eran mayores de 74. La media de edad era de 45,94 años. Del total de habitantes con 16 o más años, el 16,81% estaban solteros, el 69,49% casados, y el 13,7% divorciados o viudos.
Según su grupo étnico, el 97,77% de los habitantes eran blancos, el 0,79% mestizos, el 0,98% asiáticos, y el 0,46% negros. La mayor parte (96,6%) eran originarios del Reino Unido. El resto de países europeos englobaban al 1,24% de la población, mientras que el 2,16% había nacido en cualquier otro lugar. El cristianismo era profesado por el 77,6%, el budismo por el 0,2%, el hinduismo por el 1,11%, el islam por el 0,33%, y cualquier otra religión, salvo el judaísmo y el sijismo, por el 0,2%. El 11,43% no eran religiosos y el 9,14% no marcaron ninguna opción en el censo.
Había 619 hogares con residentes y 9 vacíos.